# ガスパル・コルテ＝レアル
ガスパル・コルテ＝レアル（Gaspar Corte-Real、1450年ごろ - 没年不明）はポルトガルの探検家。
父親であるジョアン・ヴァス・コルテ＝レアル（João Vaz Corte-Real）もまた探検家であり、三人息子の末子として生まれたガスパルは大西洋を探検する父に帯同して航海の経験を積んだ。
1500年、ポルトガル王マヌエル1世はガスパルを新しい土地の発見とアジアへの北西航路発見のため北大西洋へ派遣した。西へ航海を続けた彼はついにグリーンランドと推定される陸地を発見、これを東アジアの一部と信じたが上陸することはなかった。
翌1501年、ガスパルは兄弟とともに3隻のキャラベル船で二度目の航海に出発した。再度陸地を発見、氷海に上陸を阻まれたが南に針路を変えてついに上陸を果たした（カナダのラブラドール地方またはニューファンドランド島と推定される）。彼はここで60人ほどの先住民を奴隷として売るために捕らえた後、兄と2隻の船をポルトガルへ返しさらに航海を進めたが、その後消息を絶った。捜索のため兄のミゲルが1502年に出航したが、彼も帰らなかった。